# Antoine Nguyễn Văn Thiện
Antoine Nguyễn Văn Thiện (Saigon, 13 maart 1906  – Nice, 13 mei 2012) was een Vietnamees bisschop.
Thiện werd in 1932 tot priester gewijd en werd in 1960 bisschop van Vĩnh Long. In 1968 werd hij titelhoudend bisschop van Hispellum in de buurt van het Italiaanse Foligno.
Met het overlijden van mgr. Ettore Cunial, op 6 oktober 2005, werd Thiện de oudst levende katholieke bisschop ter wereld. Hij overleed 7 jaar later op 106-jarige leeftijd. Hij werd als oudste bisschop opgevolgd door Géry Leuliet.
- Bibliothèque nationale de France: cb10532261w (data)
- Gemeinsame Normdatei: 129384909
- International Standard Name Identifier: 0000 0000 7743 8538
- Virtual International Authority File: 55225680
- WorldCat: E39PCjtBk9G3Wp6FKvfRxP3333